# Hidrografia da Albânia

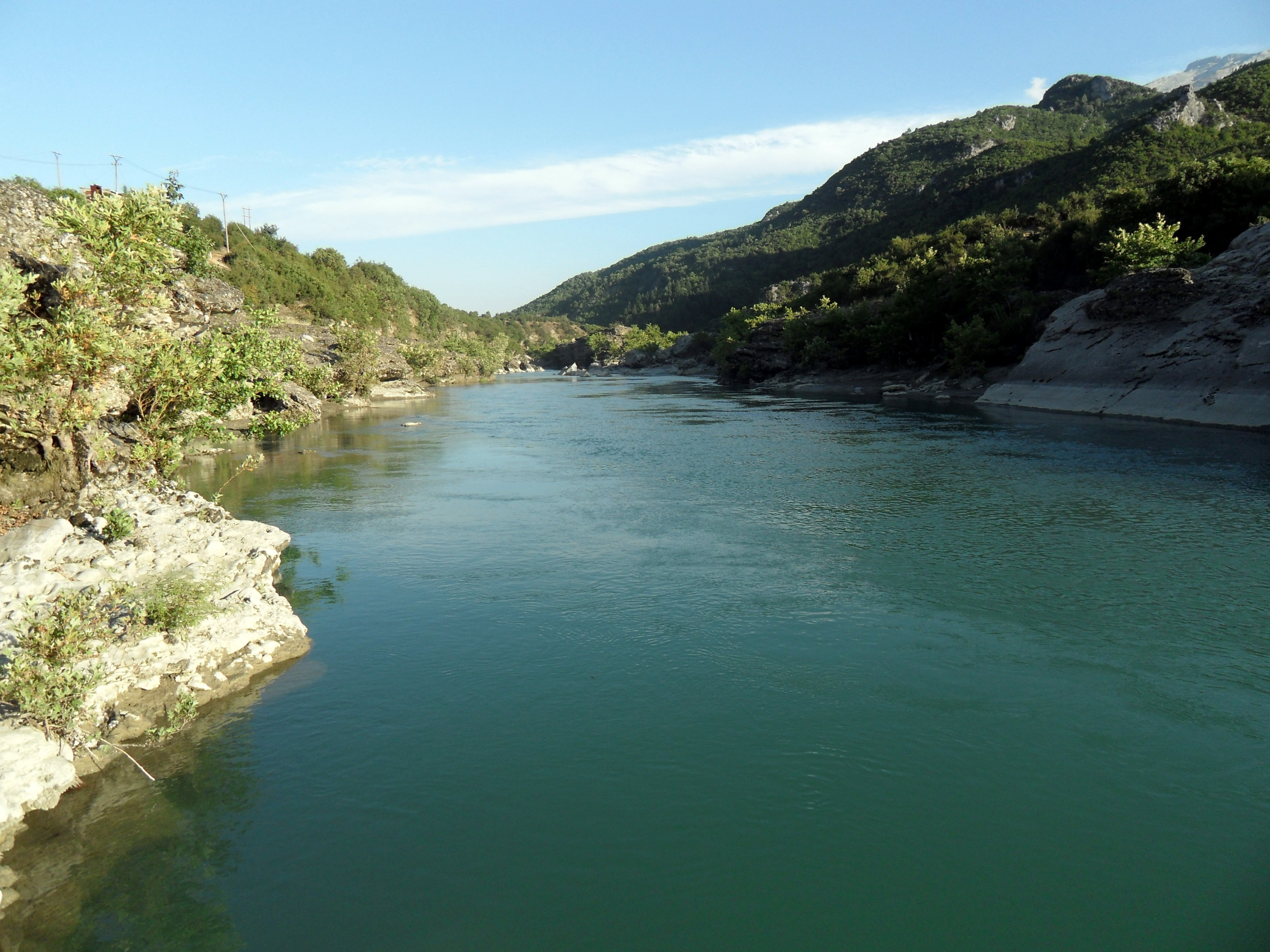
Rio Vjosa, próximo a Permet.

Rios da Albânia

A Hidrografia da Albânia é tão rica e diversificada quanto sua geografia montanhosa e sua história cultural. Com uma abundância de rios, lagos e nascentes, este pequeno país dos Bálcãs é abençoado com recursos hídricos que desempenham um papel vital na vida cotidiana, na agricultura, na geração de energia e no turismo.

## Rios da Albânia
Os rios da Albânia são as artérias vitais da terra, proporcionando vida, nutrição e oportunidades para seus habitantes há séculos. Entre os principais rios do país, destacam-se o Drin, o Vjosa, o Shkumbin e o Mat. O rio Drin, o mais longo da Albânia, nasce nas Montanhas Albanesas e flui em direção ao Mar Adriático, dividindo-se em três ramos principais: Drin Branco, Drin Preto e Drin Vermelho. O Vjosa, conhecido por sua beleza cênica e valor ecológico, é um dos últimos rios selvagens da Europa, oferecendo habitat para uma variedade de espécies aquáticas e aves migratórias. O Shkumbin e o Mat, enquanto isso, desempenham papéis importantes na agricultura e no abastecimento de água para as comunidades ao longo de seus cursos.

## Lagos da Albânia
Além de seus rios, a Albânia é pontilhada por uma série de lagos deslumbrantes, cada um com sua própria história e características únicas. O Lago Shkodra, o maior lago dos Bálcãs, compartilhado com Montenegro, é um paraíso para observadores de pássaros e amantes da natureza, com uma rica diversidade de vida selvagem, incluindo pelicanos, tartarugas e lontras. O Lago Ohrid, um Patrimônio Mundial da UNESCO, é famoso por sua água cristalina e beleza intocada, oferecendo oportunidades para natação, pesca e turismo sustentável. Outros lagos notáveis incluem o Lago Prespa, compartilhado com a Macedônia do Norte, e o Lago Skadar, um importante sítio Ramsar e Parque Nacional.

## A Importância da Hidrografia na Economia e na Vida Cotidiana
A hidrografia da Albânia desempenha um papel crucial na economia do país, fornecendo água para irrigação agrícola, energia hidrelétrica e turismo. Os rios são utilizados para a geração de energia através de usinas hidrelétricas, contribuindo significativamente para o suprimento de eletricidade do país. Além disso, as águas cristalinas dos lagos e rios atraem turistas de todo o mundo, impulsionando a indústria do turismo e gerando empregos e receita para as comunidades locais. No nível local, os rios e lagos fornecem água potável, suporte para a agricultura e pesca, e habitat para a vida selvagem, enriquecendo a qualidade de vida das pessoas e a biodiversidade do país.

## Desafios e Conservação
Apesar de sua abundância de recursos hídricos, a Albânia enfrenta desafios relacionados à gestão sustentável de seus rios e lagos. A poluição da água, a degradação do habitat, a erosão das margens e a construção de barragens são preocupações crescentes que exigem medidas de conservação e proteção. Iniciativas de conservação, como a criação de áreas protegidas, a implementação de práticas agrícolas sustentáveis e a educação ambiental, são essenciais para garantir a saúde a longo prazo dos ecossistemas aquáticos da Albânia e o bem-estar de suas comunidades.